# Тонсеви
Тонсеви (пол. Tąsewy) — село в Польщі, у гміні Ґзи Пултуського повіту Мазовецького воєводства.
Населення — 96 осіб (2011).
У 1975—1998 роках село належало до Цехановського воєводства.

## Демографія
Демографічна структура станом на 31 березня 2011 року:
|          | Загалом | Допрацездатний вік | Працездатний вік | Постпрацездатний вік |
| -------- | ------- | ------------------ | ---------------- | -------------------- |
| Чоловіки | 45      | 3                  | 30               | 12                   |
| Жінки    | 51      | 2                  | 17               | 32                   |
| Разом    | 96      | 5                  | 47               | 44                   |